# Typhlodromus changi
Typhlodromus changi är en spindeldjursart som beskrevs av Tseng 1975. Typhlodromus changi ingår i släktet Typhlodromus och familjen Phytoseiidae. Inga underarter finns listade i Catalogue of Life.